# Carla Zuñiga Morales
Carla Zúñiga Morales (* 1986) ist eine chilenische Dramatikerin, Regisseurin, Schauspielerin und Theaterpädagogin.

## Künstlerische Laufbahn
Carla Zúñiga Morales begann ihre künstlerische Laufbahn als Schauspielerin und studierte an der Universidad ARCIS in Santiago de Chile. Bereits während ihres Studiums schrieb sie ihr erstes Theaterstück Führer: para mis hermanas, perros y payasos (2009), das auch inszeniert wurde.
Mittlerweile umfasst Zúñiga Morales’ Werk mehr als 37 Theaterstücke, von denen über 30 bereits zur Uraufführung gebracht wurden. Ihre Stücke sind geprägt von einer kritischen Auseinandersetzung mit gesellschaftlichen Normen, insbesondere im Hinblick auf Geschlecht, Sexualität und Machtverhältnisse. Sie behandelt Themen wie Gewalt gegen Frauen, Diskriminierung, die Konstruktion von Geschlechterrollen, Queerness und die Auswirkungen patriarchaler Strukturen. Ein zentrales Anliegen ihrer Arbeit ist es, marginalisierte Perspektiven sichtbar zu machen und gesellschaftliche Tabus zu brechen. Ihre Stücke zeichnen sich durch eine Mischung aus Tragikomik, Groteske, Kitsch, schwarzem Humor und einer oft schonungslos direkten Sprache aus.
Mehrere ihrer Stücke wurden von renommierten chilenischen und internationalen Theaterregisseur/-innen inszeniert und auf Festivals weltweit gezeigt. 2013 gründete sie gemeinsam mit Javier Casanga die Theaterkompanie „La niña horrible“, die sich auf die kritische Auseinandersetzung mit Geschlechterrollen und gesellschaftlichen Normen spezialisiert hat.
Sie wurde zudem zu internationalen Theaterworkshops eingeladen, etwa am Royal Court Theatre in London (2016–2018). 2025 ist Carla Zúñiga Morales mit mehreren Werken beim internationalen „Welt/Bühne“-Festival des Münchner Residenztheaters vertreten. Ihr Stück In der Dunkelheit der Nacht thematisiert auf Basis realer Geschichten Gewalt gegen Frauen und stellt dabei bewusst die Perspektiven der Opfer in den Mittelpunkt, Mit Vergewaltigung einer Schauspielerin verarbeitet sie eigene und kollektive Erfahrungen mit sexualisierter Gewalt und bricht das Schweigen über Missbrauch im Theater.
Carla Zúñiga Morales gilt als eine der wichtigsten Stimmen der jungen lateinamerikanischen Dramatik. Ihre Stücke sind für ihre schonungslose Offenheit, ihre gesellschaftskritische Tiefe und ihren experimentellen Umgang mit Form und Sprache bekannt. Sie setzt sich konsequent für die Sichtbarkeit und Stärkung von Frauen und anderen marginalisierten Gruppen ein und prägt damit die zeitgenössische Theaterszene Chiles maßgeblich.

## Werke und Inszenierungen (Auswahl)
- Führer: para mis hermanas, perros y payasos (2009)
- Sentimientos (2013)
- Historias de amputación a la hora del té (2014)
- En el jardín de rosas: Sangriento vía crucis del fin de los tiempos (2015)
- La trágica agonía de un pájaro azul (2016)
- Los tristísimos veranos de la princesa Diana (2017)
- Prefiero que me coman los perros (2017)
- El amarillo sol de tus cabellos largos (2018)
- Yo también quiero ser un hombre blanco heterosexual (2018)
- Un montón de brujas volando por el cielo (2022)
- La violación de una actriz de teatro (2021)

## Auszeichnungen
Carla Zúñiga Morales’ Werke wurden mehrfach ausgezeichnet. So erhielt sie etwa 2018 für Prefiero que me coman los perros den Preis für die beste Dramaturgie des Círculo de Críticos, und 2020 wurde Un montón de brujas volando por el cielo ebenfalls mit diesem Preis geehrt. Ihr Stück Yo también quiero ser un hombre blanco heterosexual wurde 2019 vom chilenischen Kulturministerium als eines der besten literarischen Werke im Bereich Dramaturgie ausgezeichnet.